# Butlonos zwyczajny
Butlonos zwyczajny, butlonos, delfin butelkonosy, delfin butlonosy, afalina (Tursiops truncatus) – gatunek ssaka z rodziny delfinowatych (Delphinidae) należy do najczęściej występujących i najszerzej rozprzestrzenionych gatunków delfinów. 

## Systematyka

### Taksonomia
Takson po raz pierwszy opisany przez G. Montagu w 1821 roku pod nazwą Delphinus truncatus. Opis ukazał się w żurnalu Memoirs of the Wernerian Natural History Society. Jako miejsce typowe autor wskazał Devonshire w Anglii (ang. „in Duncannon Pool, near Stoke Gabriel, about five miles up the River Dart”).

### Podgatunki
Dotychczas wyróżniono trzy podgatunki butlonosa:
- T. truncatus gillii
- T. truncatus ponticus – butlonos pontyjski – status w IUCN EN (zagrożony wyginięciem)[8]
- T. truncatus truncatus

## Nazewnictwo zwyczajowe
W polskiej literaturze zoologicznej gatunek T. truncatus był oznaczany nazwą „butlonos”. W wydanej w 2015 roku przez Muzeum i Instytut Zoologii Polskiej Akademii Nauk publikacji „Polskie nazewnictwo ssaków świata” gatunkowi nadano nazwę „butlonos zwyczajny”, rezerwując nazwę „butlonos” dla rodzaju tych waleni.

## Dane
Długość: 228–381 cm.
Masa ciała: 260–500 kg (u dojrzałych osobników).
Ubarwienie: od jasnoszarego do brudnej bieli na brzuchu.
Pożywienie: ryby, głowonogi (mątwy).
Dojrzałość płciowa: samice: 5–10 lat, samce: 8–13 lat.
Rozród: ciąża trwa około 12 miesięcy, noworodek ma ok. 1 m długości i waży ok. 30 kg
Występowanie: wody przybrzeżne i otwarte morze.
Długość życia: samce żyją przeciętnie 40–45 lat, a samice ponad 50 lat, rekordowy wiek odnotowano u samicy, która żyła 53 lata.
Maksymalna głębokość nurkowania: ok. 300 m.

## Wygląd fizyczny
Butlonosy to duże delfiny. Ich skóra jest szara, po stronie grzbietowej ciemniejsza, po brzusznej biała. Delfiny żyjące w cieplejszych, przejrzystszych wodach są ciemniejsze, prawie czarne.
Walenie te charakteryzują się obecnością dzioba, żuchwa jest dalej wysunięta, niż górna szczęka. Płetwa grzbietowa jest łagodnie zakrzywiona do tyłu. Najbliższe butlonosom pod względem wyglądu są delfiny Stenella.
Osobniki tego gatunku nie wykazują dużego dymorfizmu płciowego.
Dziób: jest to wąskie wydłużenie głowy utworzone przez dolną i górną szczękę i nie zawiera nosa. U delfina butlonosego ma  długość 20 cm i kończy się ostro. Boczne ruchy dziobem, jak przy żuciu, z takim uzębieniem są niemożliwe, delfin może go tylko otwierać i zamykać, czasami wykorzystuje dziób  do obrony uderzając nim np. w brzuch rekina.
Otwór nosowy: U delfinów oba nozdrza są przekształcone w jeden otwór nosowy o średnicy 5 cm, znajdujący się na czubku głowy. Zależnie od potrzeby jest on zamykany lub otwierany mięśniowym fałdem, który razem z kilkoma mięśniowymi zwieraczami w tchawicy  zapobiega wtargnięciu wody do płuc.
Opływowy kształt: torpedowy kształt delfina sprzyja zwinnemu pływaniu w wodzie. Napęd wytwarza tylko tylna część ciała, która potężnym umięśnieniem porusza płetwę ogonową poziomą do osi ciała. Silny ogon ustawia zwierzę w takim  położeniu, że jak  strzała wzbija się z wody i "staje" pionowo.
Skóra: jeśli ciało porusza się bardzo szybko w wodzie, tworzą się wiry, które hamują posuwanie się do przodu. Elastyczny naskórek może zmienić kształt powierzchni i zneutralizować wiry. Przy mniejszej prędkości skóra pozostaje gładka gdy jednak zwierzęta płyną szybko, tworzą się fałdy, które wydatnie obniżają tarcie.

## Wychowanie młodych
W odstępie 2-3 lat, podczas lata, samica wydaje na świat jedno młode. Ponieważ nie ma ono warg i nie może ssać, jego matka wtryskuje mu do pyska  swe mleko bogate w białko. Mleko matki jest głównym pożywieniem młodego delfina przez 12-18 miesięcy. W tym czasie przyswaja on sobie sposób zachowania umożliwiający samodzielne życie.

## Przystosowanie
Jak wszystkie delfiny, delfin butlonosy nie ma zmysłu powonienia, ma za to dobry wzrok. Dzięki zdolności akomodacji soczewek może widzieć ostro zarówno w wodzie jak i na powierzchni wody. Ważniejszy od wzroku jest jednak słuch. Butlonos odbiera  nie tylko dźwięki w zakresie ludzkiego słuchu, lecz także ultradźwięki. Te ostatnie wykorzystuje do echolokacji. Fale dźwiękowe ogniskowane są w poduszce tłuszczowej (tzw. melon) znajdującej się za czołem. W strefie wody płytkiej delfin często pływa na grzbiecie. Być może  w ten sposób zmniejsza zaburzenia w swym  systemie echolokacji i może otrzymać lepszy akustyczny obraz otoczenia.

## Zachowanie i środowisko
Butlonosy żyją w średniej wielkości grupach, lecz zdarzają się i samotne osobniki. Grupy liczą zazwyczaj około 10 osobników (u wybrzeży) do 25 (na oceanie). Nierzadko jednak grupy łączą się w stada liczące kilkuset członków, np. w tropikalnym obszarze Pacyfiku. 
Zaliczają się  do najszybszych waleni - osiągają prędkości rzędu 40 km/h. Zanurza się na głębokość do 300 m i wytrzymuje bez oddychania do 15 minut. Na takiej głębokości poluje na ryby denne jak barweny, sumy, węgorze, a także na ośmiornice. Dzięki swej szybkości poza orką nie mają naturalnych wrogów.
W zasięgu jego występowania znajdują się wody tropikalne do umiarkowanych, przybrzeżne do śródlądowych. W Morzu Bałtyckim spotykany bardzo rzadko. W pierwszej połowie sierpnia 2015 roku zaobserwowano parę butlonosów w Zatoce Gdańskiej (ostatni raz widziano je tam w XIX wieku), a w początku 2019 pojedynczego osobnika.

## Butlonosy i ludzie
Delfiny butlonose łatwo uczą się i mogą przystosować się do działalności człowieka na morzu, a nawet czerpać z niej korzyści, np. łowiąc ryby, które uciekają z sieci lub są przez rybaków z powrotem wrzucane do wody.

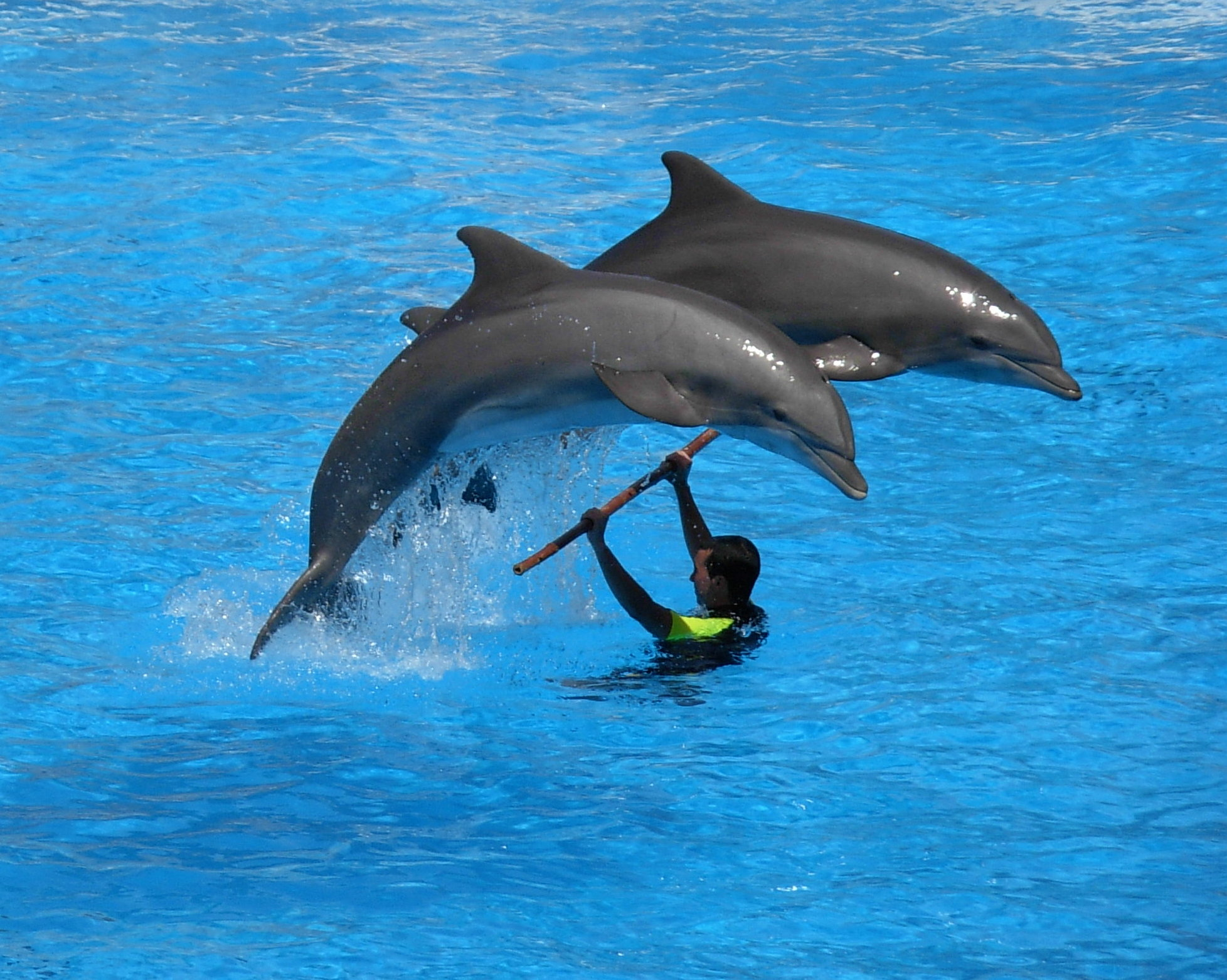
Butlonosy na pokazie

Delfinaria – Butlonosy trzymane są w delfinariach na całym świecie, gdzie oprócz pokazów sztuczek wykonywanych przez tresowane delfiny prowadzi się na nich badania naukowe. Większość informacji, jakie mamy o delfinach, uzyskano obserwując butlonosy, gdyż ze wszystkich waleni najlepiej adaptują się do życia w niewoli.
Delfiny butlonose są zdolne do rozmnażania w niewoli. W jednym z delfinariów na świat przyszedł tzw. "wholphin" (ang. "orkodelfin"), krzyżówka szablogrzbieta i butlonosa.
Butlonosy można zobaczyċ, kiedy płyną na fali dziobowej statku. Wiele stacji obserwacji wielorybów oferuje także wycieczki podążające za tymi zwierzętami.
W Australii, Zatoka Rekina zasłynęła z powodu odwiedzających je często butlonosów, które podpływają bardzo blisko brzegu i dają się turystom karmiċ i nawet głaskaċ.